# 信州電視台
株式會社信州電視（日语：／ Terebi Shinshū */?），通稱信州電視台，簡稱TSB，是日本的一家以長野縣為放送地域的電視台，也是長野縣的第三家民營電視台。信州電視台開播于1980年10月1日，是NNN及NNS聯播網成員，呼號為JONI-DTV，遙控器號碼是4頻道。

## 資本構成
下表列出2021年3月31日時信州電視台的主要股東:337：
| 資本金   | 發行股份總數 | 股東數 |
| -------- | ------------ | ------ |
| 12億日元 | 240,000股    | 24     |

| 股東             | 持股數   | 比例   |
| ---------------- | -------- | ------ |
| 日本電視台       | 47,136股 | 19.64% |
| 讀賣新聞東京本社 | 39,888股 | 16.62% |
| Alpico交通       | 23,472股 | 09.78% |
| 朝日電視控股     | 23,348股 | 09.73% |
| 長野豐田汽車     | 21,600股 | 09.00% |
| 信濃每日新聞     | 18,384股 | 07.66% |
| 朝日新聞社       | 15,000股 | 06.25% |

## 歷史

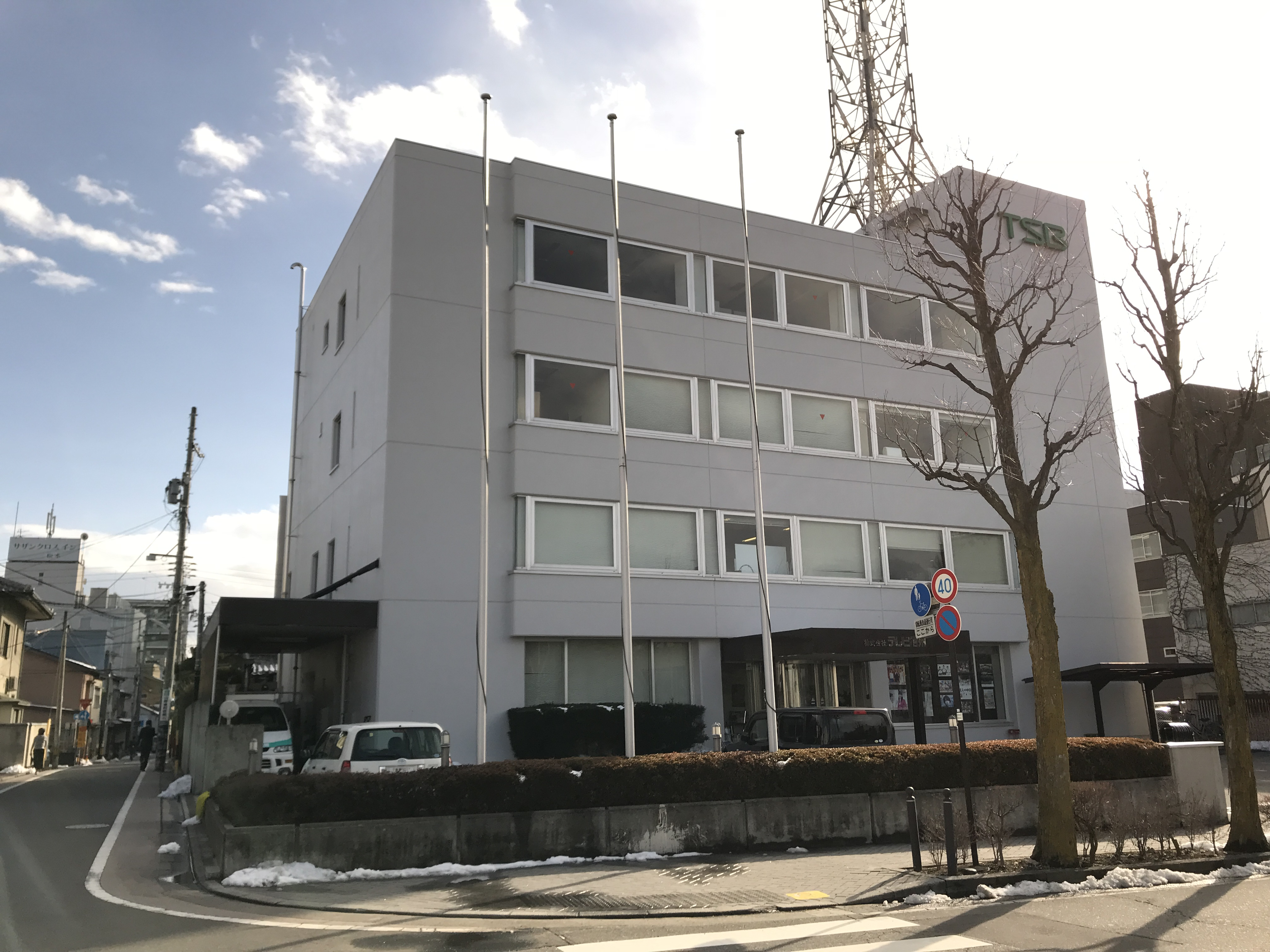
信州電視台松本支社，也是信州電視台舊總部

1971年7月，瀧澤喜一郎以「信州電視台」名義申請獲得長野縣第三家民營電視台執照，也是長野縣最初的第三家民營電視台申請案:66。1974年2月，長野縣內申請獲得第三家民營電視台拍照的業者已達136家公司，同年9月時更增加到400家公司，郵政省因此請求長野縣知事進行調停，將這些業者整合:68。當時這些申請大致可分為讀賣新聞系和朝日新聞系，兩者之間對立嚴重，調停毫無進展:68-69。1977年，長野縣政府創建10人委員會，再次介入調停。讀賣、朝日雙方同意第三家民營電視台的股份構成中67.5%由長野縣本地企業持有，其中親讀賣系和親朝日系企業各半；但讀賣和朝日雙方圍繞32.5%的由報社和電視台持股的股份並未妥協:70。當時靜岡縣亦發生類似情況，最後以郵政省同意在短時間內開設第四家電視台（即靜岡第一電視台）的方案讓讀賣、朝日雙方妥協。但郵政省拒絕在長野縣實施同樣方案:70。長野縣政府雖提出讀賣佔6成，朝日佔4成的妥協方案，但被朝日一方拒絕，最後以讀賣、朝日各半妥協:70-71。按照1978年11月29日提出的最終方案，第三家民營電視台的股權分配將是系列企業64%（讀賣、朝日系企業各佔30.92%，其他企業佔2.16%），報社20%、中立16%:71。
在1979年3月舉辦的第二次發起人會議上，長野縣第三家民營電視台正式定名為信濃電視台（後因已有其他公司登記改名稱而改為信州電視台）:72。同時長野縣內的地區對立（以長野市為首的東北信對以本市為首的中南信）也反映在執照申請上:71。在松本市財界的堅決要求下，信州電視台總部設在松本，但在長野市亦設置放送中心:72-73。1979年10月30日，信州電視台獲得預備執照，並於12月3日正式成立:73。1980年2月，信州電視台在松本市丸之內購買土地，用於修建總部。而長野市放送中心的土地則是選在舊長野縣農業試驗場。總部是4層建築，總樓面面積1,522平方公尺，放送中心則是2層建築，總樓面面積2,232平方公尺:97。主要訊號發射站修建在位於長野縣中部的美原:97。同年9月，信州電視台總部和放送中心竣工。9月24日，信州電視台開始進行試播:101。
1980年10月1日早晨6時33分，信州電視台正式開播:101。開播當天，日本電視台的《Zoom In!!朝!》和朝日電視台的的《晨間秀》節目都從長野縣進行直播:22。在開播初期，信州電視台早晨和深夜聯播日本電視台的全國新聞，午間和傍晚聯播朝日電視台的全國新聞:99-100。帶狀資訊節目亦同時聯播日本電視台的《Zoom In!!朝!》、《11PM》和朝日電視台的《晨間秀》、《午後秀》等節目:100。每週一、四、六晚間播出日本電視台的節目；二、三、五晚間播出朝日電視台的節目:100。1982年6月，信州電視台的全日收視率達8.4%、黃金時段收視率達20.4%、晚間時段收視率達19%，獲得收視率三冠王:118。1981年度，信州電視台實現2,883萬日元的盈利:119。1984年，信州電視台主辦了「世界合唱祭」活動，邀請來自長野縣內外2,000人的合唱團齊聚長野，成為開台以來舉辦的最大規模的大型活動:132-133。同年信州電視台成立了工會:30。
1986年，信州電視台就製作播出了長野市申辦1998年冬季奧運會的特別節目，是長野縣內率先播出奧運節目的電視台:134，並此後持續播出長野縣申辦冬季奧運會的宣傳節目:140。同年信州電視台舉辦了維也納少年合唱團長野公演:135。在1987年，由於朝日電視台開始在黃金時段播出帶狀新聞節目，信州電視台被迫對黃金時段的節目表進行大幅改動，朝日電視台的節目比例大幅增加:138-139。翌年1月26日，信州電視台美原送信所發生停波事故，導致長野全縣無法收看信州電視台的節目長達約3小時35分:144-145。同年信州電視台實現清零開播以來的累積虧損，並在1989年首次實現股票分紅:141。
1989年11月1日，隨著長野朝日放送的成立，朝日系董事開始從信州電視台辭職，逐漸退出信州電視台經營:141-142。1991年4月1日，長野朝日放送正式開播，信州電視台因此不再播出任何朝日電視台的節目，退出ANN聯播網:147。同年信州電視台直播了長野市獲得1998年冬奧會主辦權的瞬間:152-153。1995年，信州電視台對長野市的放送中心進行了擴建:159，並在翌年7月竣工並投入使用:54。同時信州電視台還更新了主控室:173-174。1996年4月27日，信州電視台租用直升機在進行山火滅火取材時和長野放送的直升機在長野市篠之井橫田相撞後墜毀，導致4人殉職:169-170。同年6月20日，信州電視台開設了官方網站:54。1998年2月22日，信州電視台轉播了長野冬奧會閉幕式，獲得了44.5%的高收視率:168。在1994年至1999年，信州電視台連續6年獲得收視率三冠王:62。
2001年，信州電視台啟用了吉祥物「MyChan」。2005年10月1日，在開播25週年之際，信州電視台開始播出數位電視訊號，並在2011年7月24日停止播出類比電視訊號。2007年，信州電視台將總部從松本市遷往放送中心所在的長野市。松本市的總部改為松本支社。信州電視台在近年穩定維持高收視率，在2015年至2018年連續4年獲得收視率三冠王。

## 節目
在開播當年，信州電視台就憑藉對八方尾根的逗子開成高中山岳部遇難事件的報道獲得NNN年間獎勵賞和ANN年間特別賞:102。1987年，由於朝日電視台將晚間新聞節目改在19時20分播出，信州電視台將傍晚的地方新聞節目改名為《信州TODAY》，播出時間也延長至20分:134。1999年開始，信州電視台在週一至週五傍晚播出帶狀自製資訊節目《傍晚Get!》，成為播出至今的長壽節目:178。而在《傍晚Get!》之後播出的《news every.》則是信州電視台自製的帶狀地方新聞節目。
1981年，信州電視台開始自製新聞以外的節目。其第一個自製節目是6分的迷你節目《信州迷你資訊》:102。1982年4月，信州電視台開始在週六早晨播出自製資訊節目《HOT！更多信州》（HOT！もっと信州）:118。信州電視台在退出朝日電視台聯播網之後，進行了改編幅度達60%的節目調整:44，並全面強化節目自製能力以填補空白，開始在週日晚間播出大型自製資訊節目《信州2230TV》。該節目播出至1998年，是取得過17.4%高收視率的信州電視台招牌節目:151-152。
1988年開始，信州電視台製作系列紀錄片《走訪縣界》（県境を行く），共製作8集，是地方電視台少有的大型紀錄片系列節目:140-141。1991年，信州電視台播出開播10週年紀念特別節目《浪漫的大地》（ろまんの大地），並成功在日本全國播出:148-151。現在信州電視台亦不定期播出自製紀錄片節目。

## 註释
1. ↑  「三冠」指全日（6:00-24:00）、黃金時間（19:00-22:00）、晚間時段（19:00-23:00）三個時段皆獲得收視率第一。

## 外部連結
- TSB信州電視台 （页面存档备份，存于）
- 信州電視台的X（前Twitter）
- YouTube上的TSB信州電視台頻道